# HD204485
HD204485 — хімічно пекулярна зоря спектрального класу F0, що має видиму зоряну величину в смузі V приблизно  5,8.
Вона  розташована на відстані близько 145,5 світлових років від Сонця.